# The Radio One Sessions (Syd Barrett)
Albums de Syd Barrett
The Best of Syd Barrett: Wouldn't You Miss Me?
(2001)
The Radio One Sessions est un album d'enregistrements live de Syd Barrett pour la BBC Radio 1, paru en 2004. Il reprend les titres de The Peel Session, enregistrés en 1970 et édités en 1987, avec trois titres supplémentaires tirés d'une émission de Bob Harris (en) enregistrés en 1971 et restés inédits jusqu'alors.

## Titres
Toutes les chansons sont de Syd Barrett, sauf Two of a Kind, dont la paternité est incertaine : il peut s'agir d'un titre de Barrett ou de Rick Wright.
| No | Titre                 | Durée |
| -- | --------------------- | ----- |
| 1. | Terrapin              | 3:09  |
| 2. | Gigolo Aunt           | 3:42  |
| 3. | Baby Lemonade         | 2:34  |
| 4. | Effervescing Elephant | 1:02  |
| 5. | Two of a Kind         | 2:35  |
| 6. | Baby Lemonade         | 2:23  |
| 7. | Dominoes              | 3:02  |
| 8. | Love Song             | 1:27  |